# Toroide de Stanford

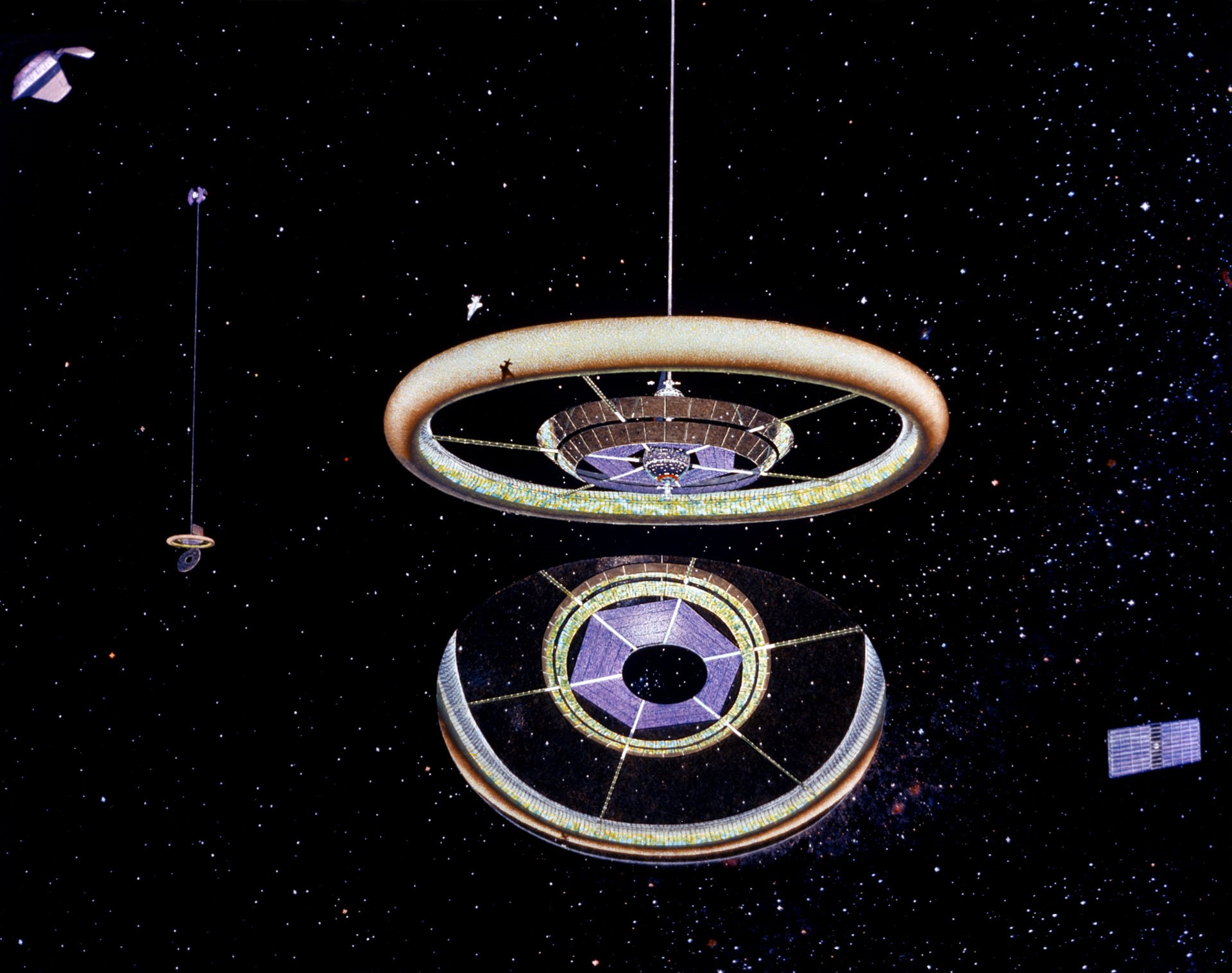
Vista exterior de um toroide de Stanford. Ilustração de Donald E. Davis

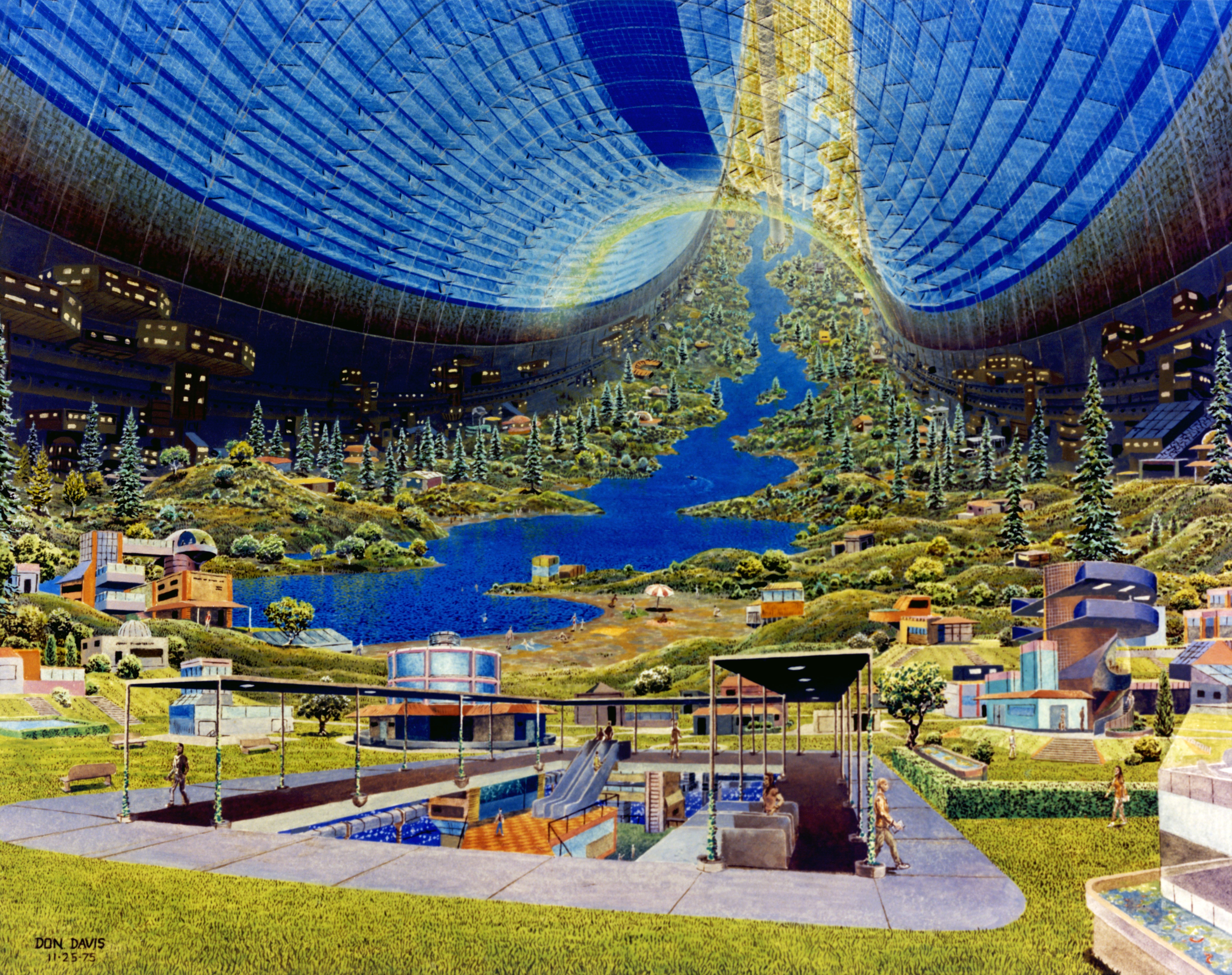
Interior de um toroide de Stanford, ilustrado por Donald E. Davis

Stanford Torus ou toroide de Stanford é um projeto sugerido de uma colônia espacial capaz de abrigar de 10.000 a 140.000 residentes permanentes.
O toroide de Stanford foi proposto pela NASA no verão de 1975, realizado na Universidade de Stanford (daí o nome) com o objetivo de especular sobre projetos para futuras colônias espaciais.
É composto por um toro de em forma de anel com 1,8 km. A energia da estação é absorvida no interior da nave através de um sistema de Espelhos solares.
O espaço interior da própria torus é utilizada como espaço de vida, e é suficientemente grande para que um ambiente "natural" possa ser simulado. O toro é semelhante a uma longo e estreita roda oca alongada, cujas extremidades, eventualmente, se encontram em cima, para formar um círculo completo. A densidade populacional é semelhante a um subúrbio denso, com parte do anel dedicada à agricultura e parte à habitação.
Na parte externa do toroide, fica um enorme espelho, chamado de "espelho espacial primário não rotativo", que reflete a luz solar no anel angular de espelhos secundários ao redor do toro. O objetivo destes espelhos é refletir a luz solar para dentro da colônia através de janelas. A noite seria simulada pela abertura dos espelhos, deixando à mostra o espaço vazio, e permite que se irradie calor de volta para o espaço.